# Triphosa acis
Triphosa acis är en fjärilsart som beskrevs av Fletcher 1961. Triphosa acis ingår i släktet Triphosa och familjen mätare. Inga underarter finns listade i Catalogue of Life.